# 305 (číslo)
Tři sta pět je přirozené číslo, které následuje po čísle tři sta čtyři a předchází číslu tři sta šest. Římskými číslicemi se zapisuje CCCV a řeckými číslicemi τε.

## Matematika
305 je:
- Poloprvočíslo
- Nešťastné číslo

## Astronomie
- (305) Gordonia je planetka hlavního pásu, kterou objevil v roce 1891 Auguste Charlois

## Doprava
- Silnice II/305 je česká silnice II. třídy vedoucí na trase Týniště nad Orlicí – Borohrádek – Horní Jelení – Jaroslav – Stradouň – Luže – Skuteč[1][2][3][4][5][6]

## Ostatní
- 1000 stop v angloamerické měrné soustavě odpovídá přibližně délce 305 metrů.

## Roky
- 305
- 305 př. n. l.